# Villa San Giovanni
Villa San Giovanni és una vila italiana, a la Calàbria, a la Ciutat metropolitana de Reggio de Calàbria. Ostenta el títol de ciutat des de 2005. La seva situació estratègica, a la punta més propera entre el continent i l'illa de Sicília a uns 3 km, l'ha convertit històricament en el lloc de connexió amb l'illa. Té una important estació ferroviària i d'allà surten els ferrys cap a Messina, a l'altre costat de l'estret del mateix nom, que les separa.
Hi ha un projecte de connectar, en un futur, els dos extrems amb un pont penjant, que hauria de tenir el va central més ample del món.

## Història
Poblat des d'èpoques remotes, el lloc fou molt estratègic per les comunicacions entre la Magna Grècia i Sicília. Conegut pels romans com Trajectum Siciliæ (en llatí, Pas cap a Sicília) ja s'esmenta abans de les guerres púniques. Els cartaginesos el van destruir cap al 214 aC, a la Segona Guerra Púnica. El 36 aC, Octavi hi va sojornar amb les seves tropes, a la guerra amb Sext Pompeu. Els bàrbars d'Alaric també van atacar la zona el 412. Al segle ix foren els sarraïns que arrasaren el lloc.
Durant el segle xvii, s'aniran consolidant petites poblacions de mariners i pescadors, anomenades Cannitello, Pezzo i, més tard, Piale i Acciarello que, acabaran unificant-se i formant els actuals quarters de la vila. El nom de Villa San Giovanni, el donarà el rei Ferran I de les Dues Sicílies, el 1791.
Durant el 1810, Joaquim Murat, nomenat rei de Nàpols pel seu cunyat Napoleó va governar el país des d'aquí, mentre preparava la conquesta de Sicília. El 1860, Garibaldi també va escollir el lloc per a embarcar-se cap a Sicília.

## Curiositats

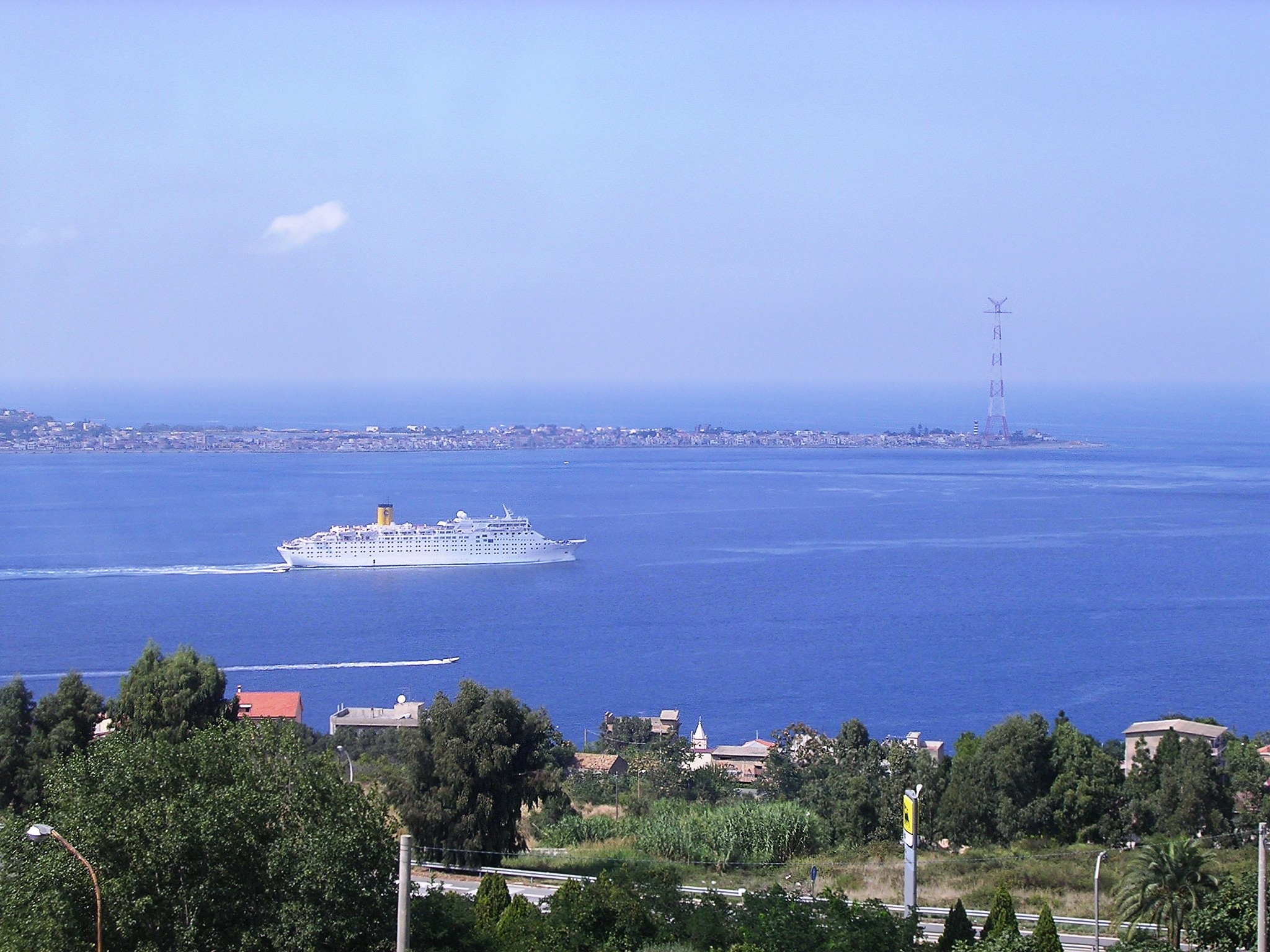
L'estret de Messina i Sicília al fons, des del quarter del Piale

Quan les condicions atmosfèriques són favorables, Villa San Giovanni és el lloc ideal per observar el fenomen òptic de la fata morgana que consisteix en una il·lusió que permet veure la costa siciliana com si estigués només a uns centenars de metres.